# Скипетров, Леонид Николаевич
Леонид Николаевич Скипетров (4 апреля 1883, Виленская губерния — 22 августа 1956, Лос-Анджелес) — российский военачальник, Георгиевский кавалер (1915, 1916), деятель Белого движения на востоке России, генерал-майор (06.09.1918).

## Биография
Родился в Виленской губернии. Из дворян, сын надворного советника. Окончил 1-ю Виленскую гимназию и Виленское военное училище (1904 г.). Принимал участие в русско-японской войне. На 01.01.1909 г. — поручик, адъютант коменданта Двинской крепости-склада.

### Первая мировая война
Участник Первой мировой войны. За бой 04.07.1915 г. награждён Георгиевским оружием. За бои 04-06.09.1916 г. — награждён орденом Св. Георгия 4-й степени. Командир 170-го Молодечненского пехотного полка, исполнял должность генерала для поручений при командующем Иркутским военным округом (1914—1917). В 1917 году — председатель Союза Георгиевских кавалеров. Монархист по убеждению.

### Гражданская войне на востоке

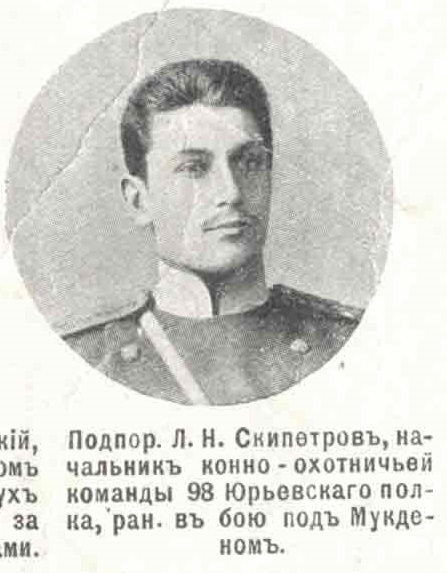
Подпоручик Скипетров — герой Русско-Японской войны. Фотография из журнала «Нива»

7 декабря 1917 года арестован в Иркутске по распоряжению большевистского военно-революционного комитета. Однако уже 23 декабря освобождён восставшими юнкерами. От предложения последних принять командование ими отказался, уехал на восток. Участник Белого движения на Восточном фронте с января 1918 года. С этого же времени — начальник штаба Особого Маньчжурского отряда, затем помощник атамана Г. М. Семёнова по политической, дипломатической части и по снабжению войсковых частей. С сентября 1918 г. — начальник 9-й Восточно-Сибирской стрелковой дивизии. Генерал-майор (06.09.1918 г.). 15 декабря 1918 года назначен инспектором пехотных частей Отдельной Восточно-Сибирской армии и военно-учебных заведений. Командующий 1-м военным районом Забайкальской области в 21.12.1918-16.06.1919 гг. 16.06.1919 г. назначен заместителем Г. М. Семёнова как войскового атамана Забайкальского казачьего войска. 29 июня 1919 г. снова вступил в должность начальника 1-го военного района Забайкальской области. Был ранен и контужен. В 1918—1920-х годах под руководством атамана Семёнова и самостоятельно проводил ряд карательных операций против неподконтрольных органов власти и красных партизан. В декабре 1919 года в Иркутске и губернии вспыхнуло антиколчаковское восстание, организованное эсеро-меньшевистским Политцентром. 23.12.1919 г. А. В. Колчак назначил Г. М. Семёнова Главнокомандующим войсками Забайкальского, Приамурского и Иркутского военных округов (а 24 декабря произвёл того в генерал-лейтенанты). Чтобы помочь в подавлении мятежа Политцентра в Иркутске, новый главком направил из Верхнеудинска отряд генерал-майора Л. Н. Скипетрова. Г. М. Семёнов дал ему «категорическое приказание беспощадно покончить раз и навсегда с мерзавцами, пользующимися тяжким положением Родины». В состав экспедиции (около 1000 человек) входили: бронепоезда «Беспощадный», «Мститель», «Истребитель» под командованием генерал-майора К. И. Арчегова, 1-й Маньчжурский стрелковый полк, Монголо-бурятский конный полк из Дикой дивизии генерал-майора С. А. Панченко, дислоцированной в Нижнеудинске. 30-31 декабря 1919 г. после неудачных боёв под Иркутском группа отступила на станцию Байкал. 09.01.1920 г. отряд Скипетрова был атакован чехами при поддержке 30-го американского полка и разоружён. Подобные совместные действия чехов и американцев были предприняты под энергичным давлением французского генерала Мориса Жанена. Сам генерал Скипетров попал в плен к чехам. Во время эвакуации Чехословацкого корпуса из Владивостока в феврале 1920 года убыл в эмиграцию.

### В эмиграции
Проживал в Польше, затем — в США. Инициатор создания Южно-Калифорнийского отдела Союза русских военных инвалидов, позже названного его именем.
Умер в Лос-Анджелесе. Погребён в Западном Голливуде. Орден Святого Георгия завещал «Объединению Виленцев», а в будущем — Управлению Военно-учебных заведений России.